# Stanser Joch
 (septembre 2018).
Si vous disposez d'ouvrages ou d'articles de référence ou si vous connaissez des sites web de qualité traitant du thème abordé ici, merci de compléter l'article en donnant les références utiles à sa vérifiabilité et en les liant à la section « Notes et références ».
Le Stanser Joch est une montagne culminant à 2 102 m d'altitude dans le massif des Karwendel en Autriche.

## Géographie
Le Stanser Joch est un sommet sur une crête allongée qui se dirige vers l'est depuis l'Ochsenkopf. La montagne se situe entre le Weißenbachtal au nord et le Stallental et l'Inntal au sud. Le Stanser Joch forme l'extrémité orientale du chaînon de Hinterautal-Vomper. Alors que le Stanser Joch présente au sud des pentes modérément inclinées, il tombe brusquement vers le Weißenbachtal.

## Histoire
En 1868, Adolf Pichler découvre sur la crête de la voûte du Stanser Joch des roches bien plus anciennes sous forme de sillons. Otto Ampferer interprète la découverte de Pichler comme une poussée de faisceaux rocheux sur une couche déjà façonnée par l’érosion. Ampferer reconnaît l'érosion comme facteur important de la tectonique.
La pente du Stanser Joch du côté de l'Inntal est aujourd'hui caractérisée par de grandes barrières anti-avalanches dans la partie sommitale. En effet, plusieurs avalanches ont été dévastatrices dans la vallée. Ainsi, une avalanche tue 24 personnes le 3 février 1689. Le 21 mars 1967 au matin, une avalanche atteint la Wolfsklamm. De 1986 à 1991, 4 500 mètres de structures de soutien et 636 m de clôtures de congère sont posées dans la région d’Anbruch. Le coût de la construction s'élève à 43 millions de schillings.